# Goshkūr
Goshkūr (persiska: گشکور) är en ort i Iran.   Den ligger i provinsen Gilan, i den norra delen av landet, 180 km nordväst om huvudstaden Teheran. Goshkūr ligger 210 meter över havet och antalet invånare är 297.
Terrängen runt Goshkūr är varierad. Runt Goshkūr är det ganska tätbefolkat, med 134 invånare per kvadratkilometer. Närmaste större samhälle är Langarud, 19,8 km norr om Goshkūr. I omgivningarna runt Goshkūr växer i huvudsak blandskog.